# Bergen (Landkreis Celle)
 For alternative betydninger, se Bergen (flertydig). (Se også artikler, som begynder med Bergen)
Bergen er en by på Lüneburger Heide i den nordlige del af den tyske delstat Niedersachsen. Den ligger cirka midtvejs mellem fra Soltau og Celle i en afstand af omkring 24 km.

## Historie
Bergen er nævnt første gang i 1197 og var da sæde for Amtsvogtei Bergen. I nyere tid er Bergen kendt fra navnet på koncentrationslejren Bergen-Belsen.
Bergen har siden 2. verdenskrig været hjemsted for en engelsk militærbase, og dens omkring 3.000 indbyggere, ( militærpersonel og familier) indgår ikke i det officielle indbyggertal.

## Inddeling
Byen og kommunen Bergen består af disse bydele, landsbyer og bebyggelser: Becklingen, Belsen, Bergen, Bleckmar, Diesten, Dohnsen, Eversen, Hagen, Hassel, Nindorf, Offen, Sülze og Wardböhmen.
Bergen er venskabsby med Rožnov pod Radhoštěm i Tjekkiet Śrem i Polen, Hendrik-Ido-Ambacht i Holland Pembroke i Wales.